# 云阳街道 (丹阳市)
云阳街道是中华人民共和国江苏省鎮江市丹阳市下辖的一个街道办事处。
2013年9月22日，江苏省人民政府批复同意撤销云阳镇，以原云阳镇的太阳城、万善园、华南新村、凤凰新村、新民中路、大定船、市民广场、兴隆苑、水关路东、西门大街、朝阳新村、云阳桥、化肥路、阜阳、凤美新村、公园新村、白云街、中山路、丰收路19个居委会区域和城北、城南、石城、九房、迈村、汤甲、天元、大钱、双合、横塘、大圣、东马场、永福、花园、留雁、汉皇16个村委会区域，设立云阳街道办事处，云阳街道办事处驻丹凤南路47号。

## 行政区划
云阳街道下辖以下村级行政区划单位：
太阳城社区、云阳桥社区、万善园社区、华南新村社区、阜阳社区、风美新村社区、白云街社区、公园新村社区、朝阳新村社区、凤凰新村社区、新民中路社区、水关路东社区、兴隆苑社区、中山路社区、西门大街社区、大定船社区、市民广场社区、化肥路社区、丰收路社区、城北村、城南村、石城村、九房村、迈村、汤甲村、天元村、大钱村、双合村、横塘村、大圣村、东马场村、永福村、花园村、留雁村和汉皇村。